# Nicolas Rapp
Pour les articles homonymes, voir Rapp.
Nicolas Rapp est un orfèvre actif à Strasbourg à la fin du XVIe siècle.

## Biographie
Venu d'Ulm, Nicolas Rapp est reçu maître à Strasbourg en 1576. Il obtient le droit de bourgeoisie par sa femme, fille de J. Brenner, qui était pasteur à Willstätt (auj. Bade-Wurtemberg).

## Œuvre

### Sceaux
L'orfèvre Nicolas Rapp grave également des sceaux. Le chapitre de Saint-Thomas, à Strasbourg, détient deux sceaux en argent de l'Académie de Strasbourg (ancienne université de Strasbourg).
Le plus petit des deux représente le Christ ressuscité debout sur un socle devant lequel est placé l'écusson de Strasbourg. L'inscription S.ACADEMIAE.REI.P.ARGENTINEN figure sur des banderoles. L'ensemble est bordé de palmettes. Le revers est gravé d'un enfant allongé dans un paysage et de rinceaux. La prise sur charnière porte les poinçons de la Ville et du maître.
Le second, un peu plus grand, est attribué à Nicolas Rapp, quoique dépourvu de poinçon. Le sujet et le texte sont identiques, à l'exception du dernier mot, plus complet (ARGENTINENSIS). Le revers n'est pas gravé. Il est doté d'une prise sur charnière, avec un anneau.

Sceaux de l'Académie de Strasbourg.
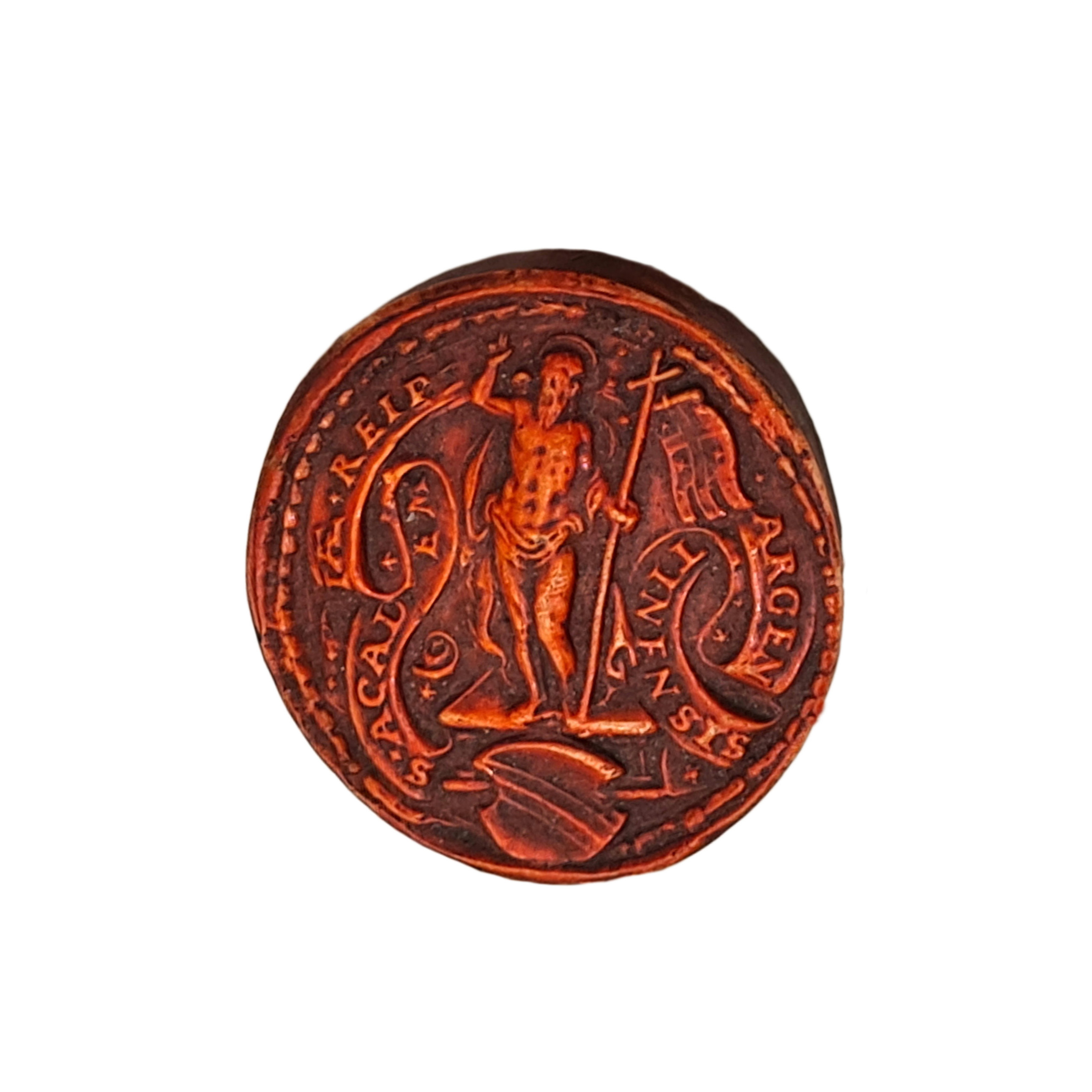
Empreinte du petit sceau..
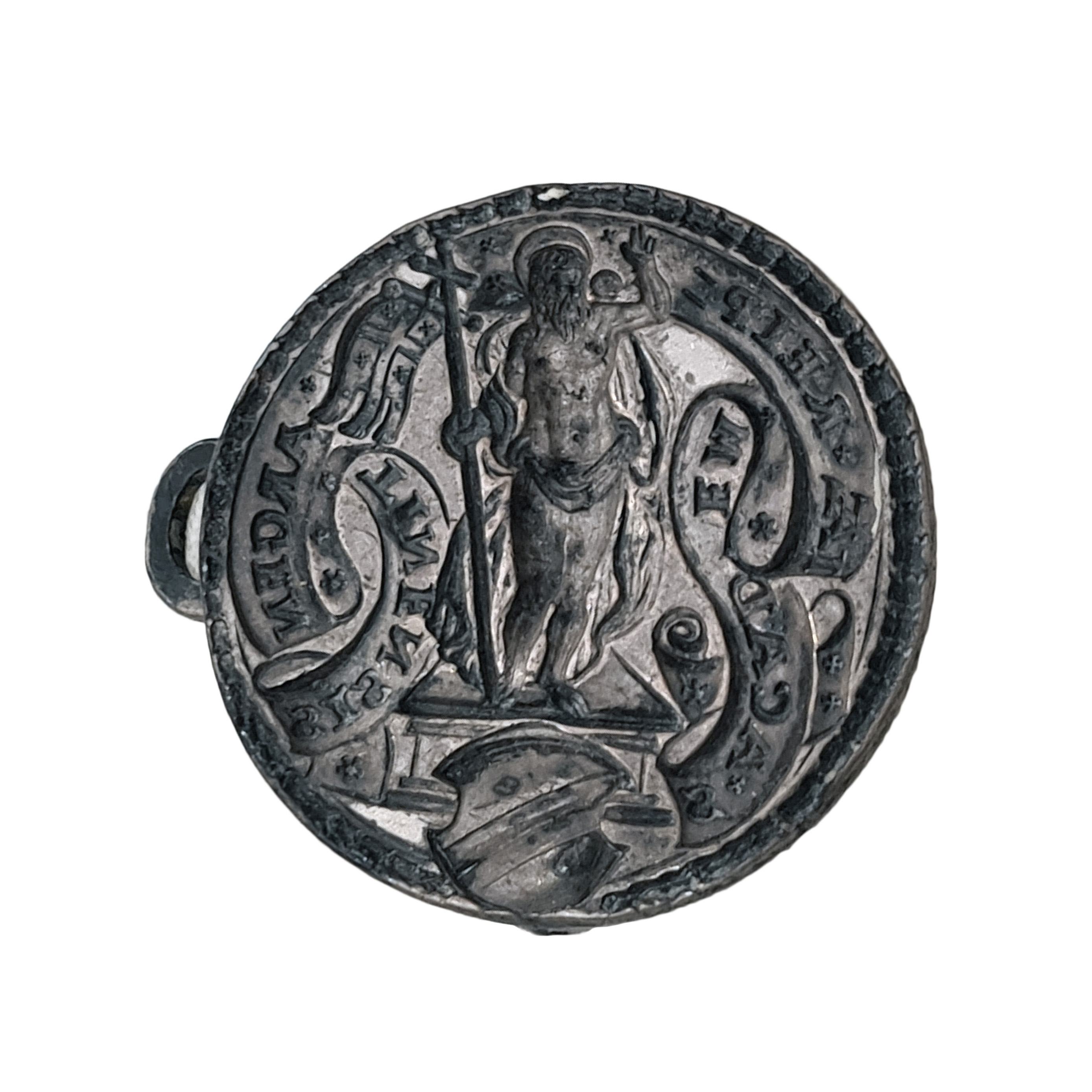
Sceau moyen..

### Hanap
Le musée du Louvre à Paris conserve de lui un grand hanap en vermeil repoussé et ciselé daté de 1598. Cet objet a rejoint les collections du musée en 1861, dans le cadre de l'important legs réalisé par Théodore Dablin. 
La tige est constituée d'un homme accompagné d’une cigogne, mais le reste du décor est marqué par l'inspiration religieuse. La panse de la coupe est ornée de scènes bibliques, de l'Ancien et du Nouveau Testament, alternant avec de larges mascarons. Le couvercle est surmonté d’un Christ ressuscité, avec, à ses pieds, les soldats endormis.
Des inscriptions en allemand sont inspirées ou tirées de l’Épître aux Romains,.

Au bord de la coupe on peut lire :

« CHRIST, VNSER HEYLANT IST DER MANN DER TODT THEVFFEL BINDEN KAN FVR ALLEIN IN DER GANTZEN WELT DEN SIEG MIT LOB VND EHRN BEHELT. »

Sur la partie inférieure est gravé ce texte avec la date : 

« CHRISTUS IST DES GESETZES ENDE, WER AN DES GLAVBET, DER IST GERECHT. ROMA.10. 1.5.9.8. »

L'inscription suivante figure sur le pied : 

« LAVDATE DOMINVM OMNES ANGELI. »

La pièce porte le poinçon du maître et celui de la Ville.
Dès 1914, Jean-Joseph Marquet de Vasselot la mentionne dans son Catalogue sommaire de l'orfèvrerie, de l'émaillerie et des gemmes du Moyen Âge au XVIIe siècle.
En 1948, elle est présentée au pavillon de Marsan, à Paris, lors de l'exposition Chefs-d'œuvre de l'art alsacien et de l'art lorrain.
Dans les années 1960, le conservateur Hans Haug déplore que le musée de Strasbourg n'ait « pas eu jusqu'ici la bonne fortune de pouvoir acquérir [ni] une œuvre de Nicolas Rapp».